# Elasmucha ferrugata
Espèce
Elasmucha ferrugata est une espèce d'insectes du sous-ordre des hétéroptères (punaises) de la famille des Acanthosomatidae.

## Description
Adulte long de 7 à 9,5 mm. Le pronotum possède des expansions humérales aiguës caractéristiques. Son scutellum présente une tache arrondie noirâtre.

## Distribution
C'est une espèce eurasiatique peu abondante dans la plupart des pays d'Europe (absente des îles Britanniques et d'Espagne), présente jusqu'en Sibérie, Chine et Corée,.

## Écologie
Cette punaise vit dans les endroits frais et humides, tout en appréciant les bordures boisées ensoleillées où elle peut trouver les végétaux porteurs de baies dont elle se nourrit, principalement sur le chèvrefeuille des haies et plus rarement sur le groseillier (Ribes), la myrtille, l'airelle (Vaccinium) ou encore le viorne obier (Viburnum opulus).

## Systématique
L'espèce Elasmucha ferrugata a été décrite pour la première fois par l'entomologiste danois Johan Christian Fabricius en 1787 sous le protonyme de Cimex ferrugatus.  

### Publication orifinale
- (la) Johan Christian Fabricius, Mantissa insectorum, sistens eorum species nuper detectas adiectis characteribus genericis, differentiis specificis, emendationibus, observationibus. Vol. 2., vol. 6, Christ. Gottl. Proft, Hafniae, 1787, 382 p. (lire en ligne), p. 208